# Bendzsi
Bendzsi egy kutya, aki több amerikai film főszereplője volt 1974-től a 2000-es évek elejéig. Alkatilag kis méretű, aranyos keverék kutyus volt, aki szerepe szerint sokszor volt „jókor jó helyen”, hogy segítsen a gazdájának. A szereplő megalkotója, egyben a Bendzsi-filmek rendezője Joe Camps volt.

## A szerepet megformáló kutyák

### Higgins
A kutyának, amelyik először játszotta el Bendzsi szerepét, Higgins volt az eredeti neve. Frank Inn képezte ki, aki egy állatmenhelyen talált rá a kaliforniai Burbankben. Kistestű keverék kutya volt, sötétes aranybarna, középhosszú szőrzettel, fekete fülekkel, fekete orral, nagy barna szemekkel. Inn véleménye szerint egy kistestű uszkár, egy törpe schnauzer és egy angol cocker spániel kereszteződése lehetett.
Bendzsi szerepének eljátszása előtt Higgins fellépett az 1960-as évek egyik népszerű TV-showjában, a Petticoat Junctionban, amelyet Edgar Buchanan vezetett, aki később az első Bendzsi-filmben is szerepelt. Higgins és Edgar Buchanan vendégszereplőként játszott a Green Acres című amerikai tévésorozatban is. Higgins első mozifilmje, a Mooch Goes to Hollywood 1971-ben készült el. Ezt követte 1974-ben az első Bendzsi-film, amelyben 15 évesen szerepelt. A következő filmekben már nem ő, hanem egyik kölyke szerepel.

### Bendzsi 2.
1977 és 1989 közt Bendzsi szerepét Higgins nőstény kölyke játszotta. Mielőtt kiválasztották volna a szerepre, Frank Inn Benjeannak nevezte, ezt a nevet változtatták később Bendzsire. Bendzsi hasonlított Higginsre, mérete, színe hasonló volt, egyedül a szőrzete volt lágyabb és bolyhosabb, mint Higginsé. Első filmjében, amelyet 11 hónaposan kezdett el, a fülei végeit feketére festették, hogy jobban hasonlítson Higginsre, az első film főszereplőjére. Ahogy Bendzsi idősebb lett, a fülei maguktól is besötétedtek, ezért erre az eljárásra többé nem volt szükség.
Bendzsi 2. három egész estés játékfilmben szerepelt: For the Love of Benji (1977), Oh Heavenly Dog (1980), valamint a Benji the Hunted (1987). Játszott négy tévéfilmben is, amelyek az ABC társaság megrendelésére készültek: Benji's Very Own Christmas Story; Benji at Work (1980), dokumentumfilm arról, hogyan képzik ki a filmekben szereplő kutyákat; Benji Takes a Dive at Marineland (1981), rövidfilm a víz alatti felvételek készítéséről; valamint a The Phenomenon of Benji. Bendzsi 2. szerepelt a Saturday Morning science fiction television series című, a CBS társaság által készített sorozat Zax & the Alien Prince című epizódjában is.

### Bendzsi 3.
Az utolsó Bendzsi-film, a Benji: Off the Leash! 2004-ben készült el. A Bendzsi szerepét eljátszó kutya egy nőstény, amelyet egy gulfporti kutyamenhelyről fogadott örökbe Joe Camp csaknem három hónapos keresés után. A kutya ma is Camp-pel és családjával él.
2018-ban újabb Benji film lát napvilágot. Rendező: Brandon Camp. Apja első 1974-es filmjét dolgozza újra.

## Érdekesség
Egy apró érdekesség: Douglas Adams Galaxis útikalauz stopposoknak című regényében a mű végén szereplő két szuperintelligens egér közül az egyiket is Bendzsinek hívták.

## Fordítás
Ez a szócikk részben vagy egészben  a   Benji című angol Wikipédia-szócikk fordításán alapul.  Az eredeti cikk szerkesztőit annak laptörténete sorolja fel. Ez a jelzés csupán a megfogalmazás eredetét és a szerzői jogokat jelzi, nem szolgál a cikkben szereplő információk forrásmegjelöléseként.